# Naomi Parker

Naomi Parker (1942)

Naomi Parker Fraley (Tulsa, 26 augustus 1921 - Longview, 20 januari 2018) was een Amerikaanse fabrieksarbeidster tijdens de Tweede Wereldoorlog en serveerster, wier foto als inspiratie diende voor de beroemde propagandaposter We Can Do It!. De poster werd uitgehangen in 1943 in fabrieken om arbeidsters te motiveren. Hij werd later, in de jaren 80, hergebruikt voor vrouwenrechtenactivisme. 
Lange tijd werd aangenomen dat Geraldine Hoff Doyle (1924-2010) model stond voor de poster, maar een studie uit 2016 van James J. Kimble bracht aan het licht dat het Naomi Parker was, die als inspiratie diende voor de poster.